# موریتس استرهازی
موریتس استرهازی (مجاری: Esterházy Móric; زاده ۲۷ آوریل ۱۸۸۱ – درگذشته ۲۸ ژوئن ۱۹۶۰) سیاستمدار، و آهنگساز اهل مجارستان بود. وی از ۱۵ ژوئن ۱۹۱۷ تا ۲۰ اوت ۱۹۱۷ نخست‌وزیر پادشاهی مجارستان بود.